# Geoetiquetatge

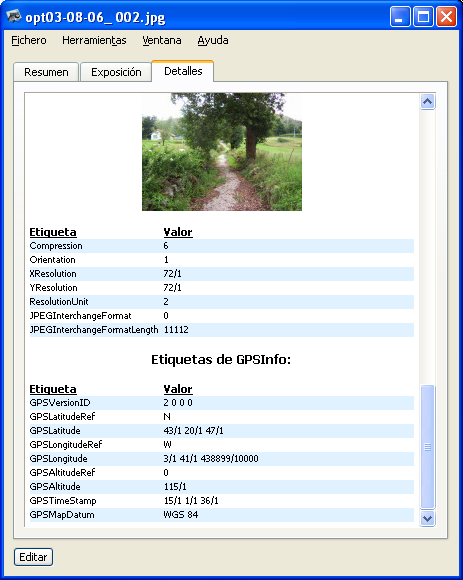
Capçalera Exif d'una fotografia digital amb informació sobre les coordenades geogràfiques i altitud on va ser presa.

El  geoetiquetatge  (o  geotagging  en anglès) és el procés d'afegir informació geogràfica a les metadades de fitxers d'imatge, vídeo, so, llocs web, etc. que serveixi per a la seva georeferenciació. En general aquestes dades solen ser coordenades que defineixen la longitud i latitud del lloc en que es va crear el fitxer multimèdia, encara que també pot incloure l'altitud, nom del lloc, carrer i número de policia, codi postal, etc. per a posteriorment trobar les seves coordenades geogràfiques (vegeu geocodificació).
Mitjançant la geoetiquetació els usuaris poden trobar una àmplia varietat d'informació sobre un lloc específic. Així, per exemple, és possible trobar imatges preses pròximes a un lloc determinat mitjançant la introducció en un cercador de les seves coordenades geogràfiques.

## Tècniques de geoetiquetatge

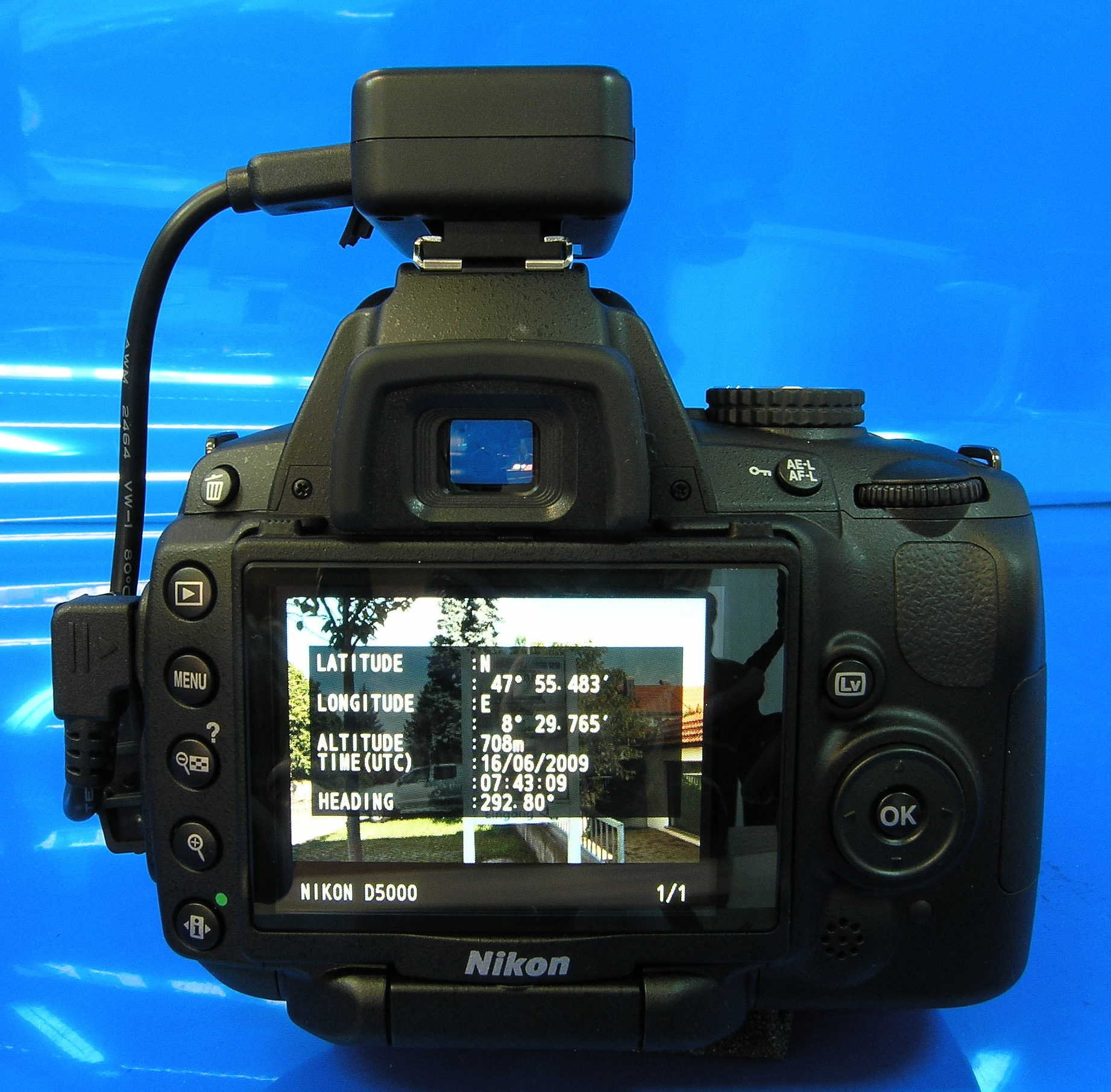
Geotagger "Solmeta N2 Kompass" per Nikon D5000.

Hi ha una varietat de procediments per afegir paraules clau amb la localització geogràfica de la dada, basant-se la majoria en la descripció amb etiquetes o ubicació amb coordenades.
El mètode més ràpid és mitjançant l'ús de càmeres digitals amb dispositiu GPS incorporat que permeten afegir automàticament les coordenades geogràfiques a l'estàndard de metadades Exif de les fotografies. Actualment l'oferta d'aquests aparells integrats no és molt alta ni està molt estesa fora de l'àmbit professional, de manera que el seu preu és elevat. Cal assenyalar que hi ha programes informàtics per a determinats smartphones (GeoCam Arxivat 2006-06-29 a Wayback Machine.) amb càmera integrada que possibiliten geoetiquetar les fotografies fetes amb telèfon mòbil incorporant dades sobre les coordenades geogràfiques del lloc (si aquest està connectat a un GPS bluetooth) o identificant la cel de la xarxa cel·lular de telefonia mòbil.
És possible realitzar aquest mateix procés mitjançant una càmera i un receptor GPS independents sense connexió entre ells a través de programes informàtics específics (Perfils, gpsPhoto Arxivat 2006-10-05 a Wayback Machine., GPSPhotoLinker Arxivat 2006-10-24 a Wayback Machine., WWMX Location Stamper Arxivat 2007-02-25 a Wayback Machine., OziPhotoTool, Robogeo, Link, PhotoMapper entre d'altres. També hi ha projectes de programari lliure per a acomplir aquesta tasca, com és el cas de Prune) que comparen l'hora i data emmagatzemades a la informació de la capçalera Exif o IPTC de cada imatge presa per la càmera digital amb el fitxer de traça sobre waypoints capturat pel GPS. Aquest procediment està molt més estès perquè que no cal càmeres amb GPS.
Una altra tècnica de geoetiquetatge, més laboriosa, consisteix en posicionar a mà cada fotografia mitjançant l'ajuda de llocs web i xarxes socials com Panoramio, FlickrFly, Tagzania, Zooomr, etc.